# Claoxylon putii
Claoxylon putii är en törelväxtart som beskrevs av Airy Shaw. Claoxylon putii ingår i släktet Claoxylon och familjen törelväxter. Inga underarter finns listade i Catalogue of Life.